# 이계전 (문열공)
이계전(李季甸, 1404년 ~ 1459년 9월 16일)은 조선 전기의 문신이다. 본관은 한산이며, 자는 병보(屛甫), 호는 존양재(存養齋)이다. 이종선(李種善)의 아들이자 이파(李坡)·이봉(李封)의 아버지이다.

## 생애
1427년(세종 9) 과거에 급제하여 집현전 학사가 되었고, 김문 등과 함께《강목통감훈의(綱目通鑑訓義)》를 편찬하였다. 1452년(문종 2)에는 《세종실록》을 편찬하였고, 벼슬은 동부승지, 좌부승지를 거쳐 도승지에 올랐다. 계유정난에서 공을 세워 정난공신이 되었고, 사육신 사건에 있어서도 이에 협력하지 않아 좌익공신으로도 녹훈되었다. 이계전은 사육신 중 한 사람인 이개의 숙부였으나, 세조는 이를 연좌하여 처벌하지 않도록 하였다. 또한 이계전의 모친이 죽자 쌀·콩 아울러 30석과 종이 1백 권, 석회 40석, 유지석 3부와 관곽 등을 내려 장례를 치르게 하였다. 세조 치세에서는 호조판서, 병조판서, 이조판서 등을 거쳐 판중추부사가 되었고 1459년 경기도관찰사 재임 중에 죽었다. 세조는 이에 조회와 저자를 이틀간 중지하고 쌀·콩 아울러 70석과 종이 1백 권을 부의하였다. 시호는 문열(文烈)이다.

## 가족
- 증조부 : 이곡(李穀)
  - 조부 : 이색(李穡)
    - 아버지 : 이종선(李種善)
    - 어머니 : 권근(權近)의 장녀
      - 형님 : 이계주(李季疇)
        - 조카 : 이개(李蓋)

      - 형님 : 이계린(李季疄) - 이백강과 정순공주의 사위
      - 동생 : 이계원(李季畹)
      - 부인 : 진씨
        - 아들 : 이우(李堣)
        - 아들 : 이파(李坡)
        - 아들 : 이봉(李封)